# Irka Bochenko
Irka Bochenko (* 1960 in Breslau, Polen) ist eine polnische Schauspielerin, die unter dem Pseudonym Iren Bo auch als Sängerin und Songwriterin bekannt ist.

## Leben und Wirken
Irka Bochenko wurde in Breslau geboren. Als sie sechs Jahre alt war, zog sie mit ihren Eltern nach Frankreich. Bereits mit 14 Jahren begann sie mit dem Schreiben von Musik und Liedtexten.
Ihren beruflichen Werdegang begann sie als Model und arbeitete für verschiedene Agenturen u. a. in Paris, New York und Tokio. Ihre Fotos wurden weltweit in bekannten Zeitschriften wie Elle, Cosmopolitan und Vogue abgedruckt. In Japan vertrat sie Frankreich bei der Wahl zur „Miss Youth International“.
Ihre Schauspielkarriere startete Bochenko in dem 1977 veröffentlichten Film Bilitis in der Rolle der Prudence. Es folgte der Auftritt in einer Folge der Fernsehserie L'inspecteur mène l'enquête, bevor sie 1979 in Moonraker einen kleinen Auftritt hatte: Sie spielte die Rezeptionistin bei Venini Glass. Die nächsten dokumentierten Auftritte als Schauspielerin finden erst wieder ab 2002 in verschiedenen französischen Fernsehserien statt.
In der Zwischenzeit veröffentlichte Bochenko unter dem Pseudonym „Iren Bo“ selbst Schallplatten und schrieb Lieder, die von Künstlern wie Tina Arena, Garou, Mireille Mathieu, Patrick Fiori, L5, Julie Zenatti und anderen aufgenommen wurden.
Das von J. Woodfeel und Iren Bo geschriebene und von Séverine Ferrer interpretierte Lied La coco-dance war der monegassische Beitrag zum Eurovision Song Contest 2006 in Athen. Das Lied erreichte nicht das Finale.
Im Jahr 2012 schrieb Bochenko zum 50-jährigen Jubiläum der James-Bond-Filmreihe das Lied Happy Birthday Mr. Bond und nahm es gemeinsam mit Roger Moore auf.

## Filmografie
- 1977: Bilitis
- 1978: L’inspecteur mène l’enquête (Fernsehserie, Folge 1x20 Les grandes filles modèles)
- 1979: Moonraker – Streng geheim (Moonraker)
- 2002: L’été rouge (Fernsehserie, Folge 1x02)
- 2004: Les Cordier, juge et flic (Fernsehserie, Folge 12x03 La rançon)
- 2008: Julie Lescaut (Fernsehserie, Folge 18x01 Julie à Paris)